# Anne de Rochechouart de Mortemart
Marie Adrienne Anne Victurnienne Clémentine de Rochechouart de Mortemart, par son mariage duchesse d'Uzès, est une pilote automobile et sculptrice française, née dans l'ancien 1er arrondissement de Paris le 10 février 1847 et morte au château de Dampierre, à Dampierre-en-Yvelines, le 3 février 1933. Avec Camille du Gast, elle est l'une des pionnières de l'automobilisme féminin. Elle est également, pendant plus de 30 ans, présidente de l'Union des femmes peintres et sculpteurs.

## Biographie

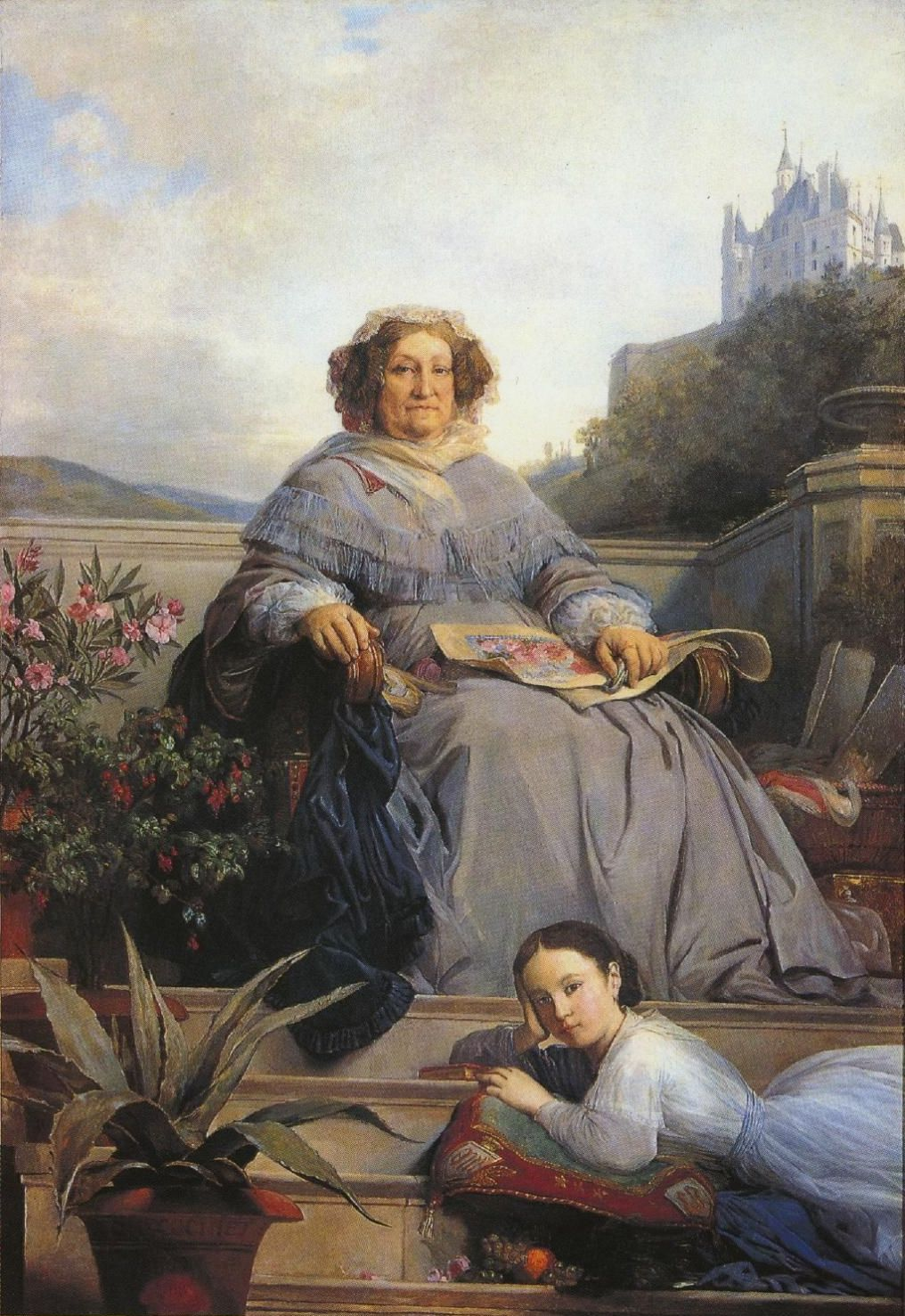
Portrait de la Veuve Clicquot et de son arrière-petite-fille Anne de Rochechouart de Mortemart par Léon Cogniet.

Anne de Rochechouart de Mortemart est la fille de Louis (1809-1873), comte de Mortemart (dont le quintaïeul direct, Louis-Victor de Rochechouart, était le frère de Madame de Montespan), et de Marie-Clémentine de Chevigné (1818-1877). Elle est l'arrière-petite-fille de Barbe-Nicole Clicquot-Ponsardin (1777-1866), surnommée « la grande dame de la Champagne » ou « la Veuve Clicquot », propriétaire de la maison de champagne du même nom, aux pieds de laquelle elle est représentée avec en arrière-plan le château de Boursault, dans le portrait fait par Léon Cogniet.
Après une enfance souffreteuse (on pensait qu'elle ne vivrait pas longtemps), elle devient duchesse par son mariage à Paris le 10 mai 1867 avec Emmanuel de Crussol d'Uzès (1840-1878), duc de Crussol puis 12e duc d'Uzès en 1872.
Ils eurent quatre enfants :
1. Jacques Marie Géraud (1868-1893), 13e duc d'Uzès en 1878, mort le 20 juin 1893 au Congo[2], sans alliance ni postérité ;
2. Simone Louise Laure (1870-1946), qui épousa en 1889 Honoré d'Albert de Luynes (1868-1924), 10e duc de Luynes et de Chevreuse, dont postérité ;
3. Louis Emmanuel (1871-1943), 14e duc d'Uzès en 1893, qui épousa en 1894 Thérèse d'Albert de Luynes (1876-1941), dont postérité, et, qui après avoir divorcé en 1938 se remaria en 1940 avec une citoyenne américaine, Josephine Angela (1888-1965) ;
4. Mathilde Renée (1875-1908), qui épousa en 1894 François de Cossé-Brissac (en) (1868-1944), 11e duc de Brissac, dont postérité (Pierre de Cossé-Brissac).

Veuve dès 1878, elle eut la charge de l'éducation de ses enfants ; afin de sortir son fils aîné d'une vie oiseuse et débauchée — le jeune homme était l'amant de la comédienne Émilienne d'Alençon — sa mère organisa une expédition en Afrique dont elle lui confia le commandement, dûment assisté de plusieurs militaires d'expérience ; le jeune homme y contracta la maladie qui l'emporta en 1893 à l'âge de 25 ans.
Légitimiste puis fusionniste (donc orléaniste), la duchesse finança les activités politiques du général Boulanger, qu'elle rencontra souvent à partir de 1888, en espérant qu'il aiderait Philippe d'Orléans à rétablir la monarchie, et consacra à cette aventure une partie de sa fortune sans jamais regretter ce choix. Elle entretint une relation amicale avec Louise Michel au retour de déportation de celle-ci et voulut prendre en charge financièrement, l'éducation de Sidonie Vaillant, la fille de l'anarchiste condamné à mort et exécuté Auguste Vaillant.
Le 4 mai 1897, elle réchappa de l'incendie du Bazar de la Charité.

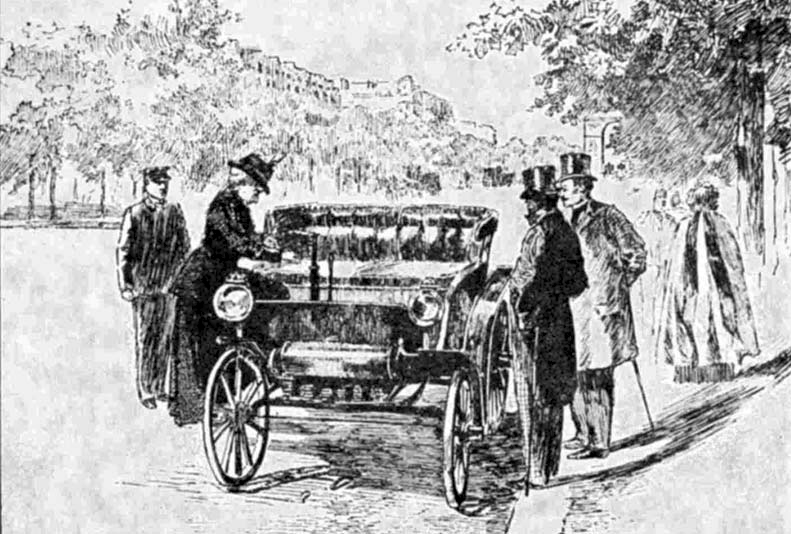
La Duchesse d’Uzès brevetée ! Mon Dieu oui, et conducteur d’automobile encore ! Voilà une nouvelle véridique qui étonnera bien des gens ! annonce La Vie au grand air du 15 mai 1898.

Elle organise le 15 juillet 1903 dans les jardins du Trocadéro une « Journée de l’Élégance et de la Dentelle » pour venir en aide aux marins bretons, avec la participation du chansonnier Théodore Botrel et de sa femme Léna, qui l'encadrant font la couverture du magazine Fémina du 18 juillet 1903

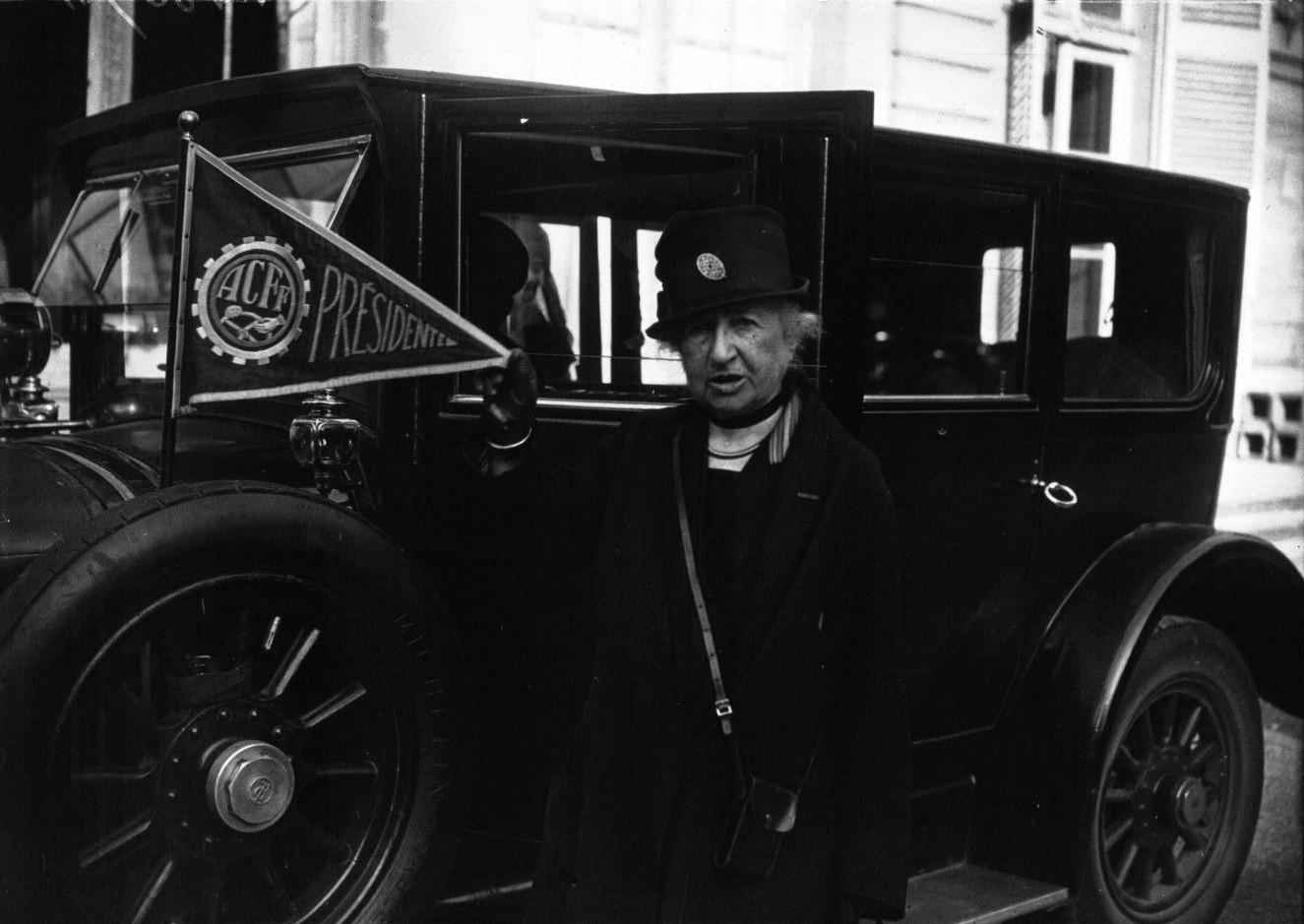
La duchesse d'Uzès, présidente de l'Automobile Club féminin de France, en 1927.

La duchesse d'Uzès est, avec Camille du Gast, « l'une des pionnières de l'automobilisme féminin ». Elle n'est pas la première femme à prendre le volant, mais, bien que ce point reste incertain, « la tradition [lui] attribue le passage du "premier certificat de capacité féminin" [ancêtre du permis de conduire automobile], le 12 mai 1898. » Par la suite, elle est également à l'origine de la création de l'Automobile Club féminin de France en 1926 (l'Automobile Club de France n'acceptant pas les femmes parmi ses membres) et en assume la présidence jusqu'à sa mort. Enfin, elle est aussi, de longue date, réputée avoir été l'objet de la première verbalisation pour excès de vitesse, au volant de sa Delahaye type 1. De fait, la presse du moment relate bien sa condamnation le 7 juillet 1898 par le tribunal de simple police de Paris, en compagnie de son fils, à 5 francs d'amende pour un excès de vitesse commis au bois de Boulogne, à près de 15 km/h au lieu des 12 km/h maximum autorisés par l'ordonnance du 14 août 1893 sur la vitesse des automobiles « dans Paris et dans les lieux habités ». Mais son cas n'est pas isolé et prend place dans un contexte bien particulier : en effet, cette même presse relève alors surtout que de nombreux autres conducteurs, masculins ceux-ci, sont au même moment mis à l'amende par ce même tribunal et s'en alarme, non sans ironie, à l'image de Gil Blas, qui écrit, sous le titre « Une Mode » :

« Il est d'ores et déjà du "dernier cri" de comparaître devant le tribunal de simple police […] comme contrevenant au règlement de la circulation des voitures… automobiles.
Hier déjà, prenant l'avance sur Mme la duchesse d'Uzès, qui ne doit comparaître qu’aujourd’hui devant le tribunal, de nombreux clubmen parmi lesquels l'élégant Maxime D… sont venus recevoir ce brevet de mondanité sous la forme d'une amende de cent sous. »

 Ce que Le Matin commente : « c'est bien moins cher qu'une cotisation de cercle et cela "pose" tout aussi bien. » Plus généralement, « l'automobile avait conquis avec une facilité déconcertante les milieux mondains, véritable bastion retranché de la suprématie chevaline. La duchesse d'Uzès, grand amateur de chasses à courre et remarquable cavalière, adopta avec enthousiasme l'automobile. »

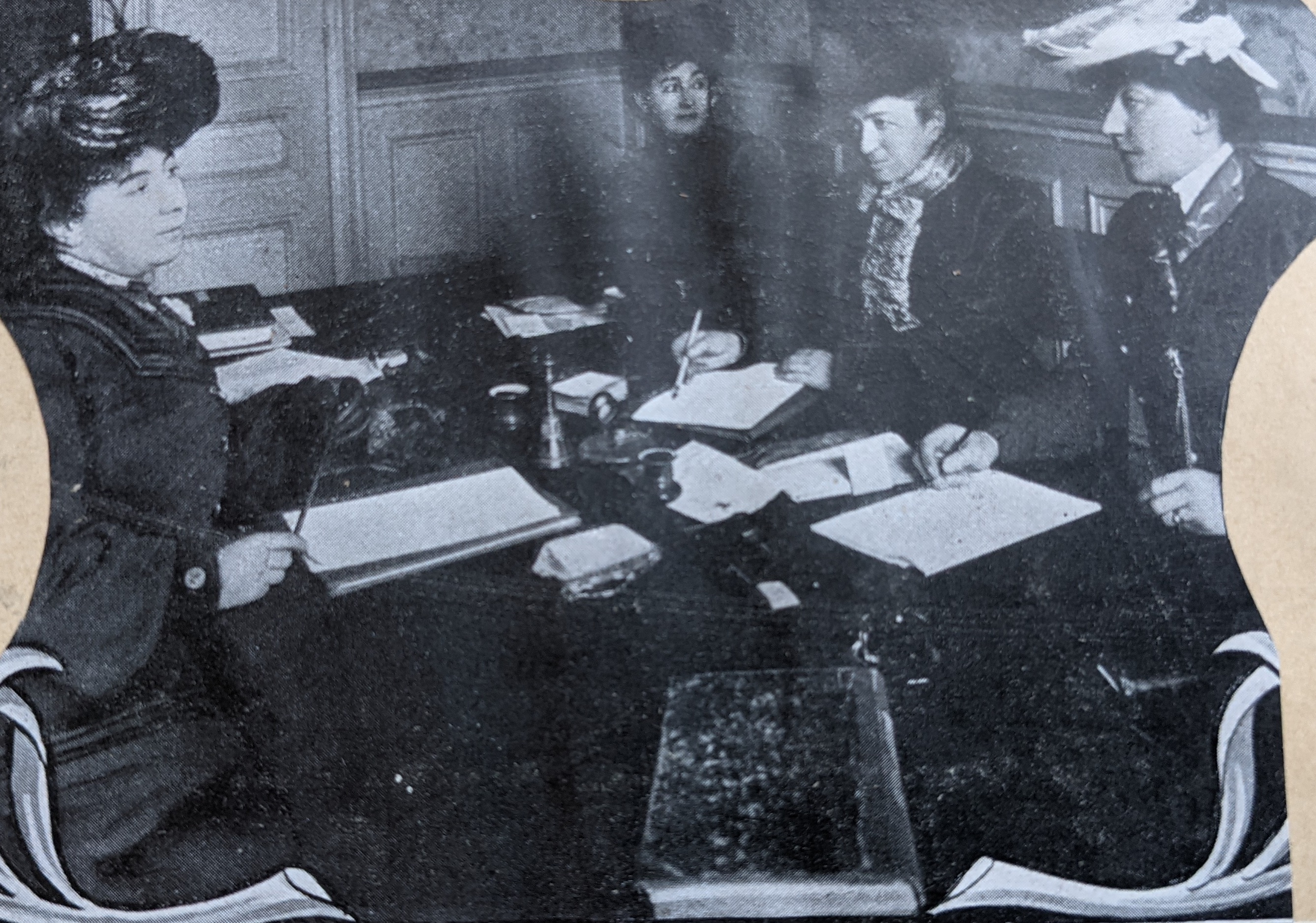
Une réunion du bureau de l'Union des femmes peintres et sculpteurs, vers 1910-1920. La présidente, la duchesse d'Uzès, au centre de la table, entourée à sa gauche d'Esther Huillard, vice-présidente, et à sa droite de Mademoiselle Adrien, trésorière, écoute Gabrielle Debillemont-Chardon, en face d'elle, vice-présidente. BNF, département des estampes et de la photographie, fonds Laruelle.

De 1901 à 1903, puis de 1907 à 1933, elle est présidente de l'Union des femmes peintres et sculpteurs. Malgré son investissement personnel et financier, elle y est parfois contestée pour la prépondérance de ses affinités politiques et mondaines sur ses talents artistiques. Elle est également présidente d'honneur du « Syndicat des artistes femmes peintres et sculpteurs » (SAFPS des Unions fédérales), fondé en 1904 par Marie Thélika Rideau-Paulet, présidente du syndicat.

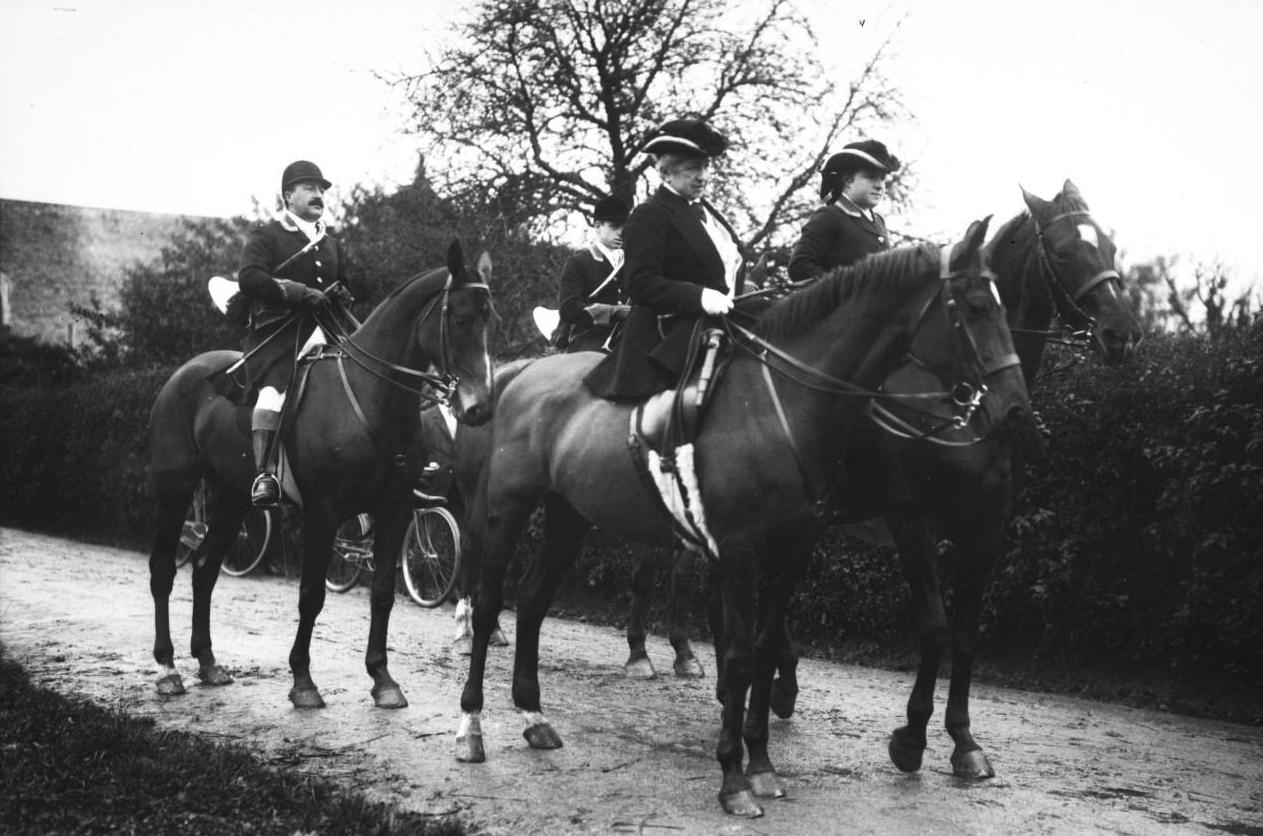
La duchesse d'Uzès lors d'une chasse à courre à Rambouillet (1913).

Passionnée de chasse, la duchesse est la première femme lieutenant de louveterie. Maîtresse de l'équipage de Bonnelles, en forêt de Rambouillet, elle participait chaque année au « Rallye Bonnelles » (rallye de chasse à courre) créé par son mari. Elle chassait aussi en compagnie du comte de Fels, constructeur du proche château de Voisins, à Saint-Hilarion (Yvelines), et des frères Albert, Gaston et Henri Menier, qui chassaient à courre en forêt de Villers-Cotterêts. Chassant également en Anjou, elle séjourna chez sa famille par alliance au château de Brissac à Brissac-Quincé (Maine-et-Loire), où sa chambre habituelle porte encore son nom. Sensible à la cause animale, elle milita au sein de la Société protectrice des animaux, jusqu'à ce que son amour de la chasse à courre l'en fasse exclure.
Elle fonda en 1914 le Mémorial de France à Saint-Denys, dont elle fut la présidente puis la présidente d'honneur.
Pendant la Première Guerre mondiale, Maurice Marcille, médecin aide-major de 2e classe, chirurgien convaincu de la nécessité de soigner au plus vite certaines plaies de guerre, obtient de sa riche amie, passionnée d’automobiles comme lui, qu’elle préside l'association « formations chirurgicales Franco-Russes » ayant pour but la création d'un centre de soins mobile, constitué de 3 à 4 camions transportant 4 équipes chirurgicales, 4 tables d’opération et du matériel de radiologie ; cette structure “autochirugicale” permettait d’opérer jusqu’à 60 blessés par jour au plus près du front. C'est le prototype de ce qui deviendra les fameuses autochirs.
Elle a été chevalière, puis officière de la Légion d'honneur ; a reçu une mention honorable au Salon des artistes français. Elle était présidente-fondatrice de l'Automobile Club féminin de France, présidente de l'Œuvre dite des bons-enfants (protection des veuves et orphelins de la Première Guerre mondiale).
Le peintre Gustave Jacquet en fit un portrait exposé au Salon de 1886, et Paul Helleu l'a représentée coiffée d'un tricorne Louis XV, probablement en tenue de chasse.

## Décorations
- Officière de la Légion d'honneur (1931)[25]
- Chevalière de l'ordre du Mérite agricole

## Résidences

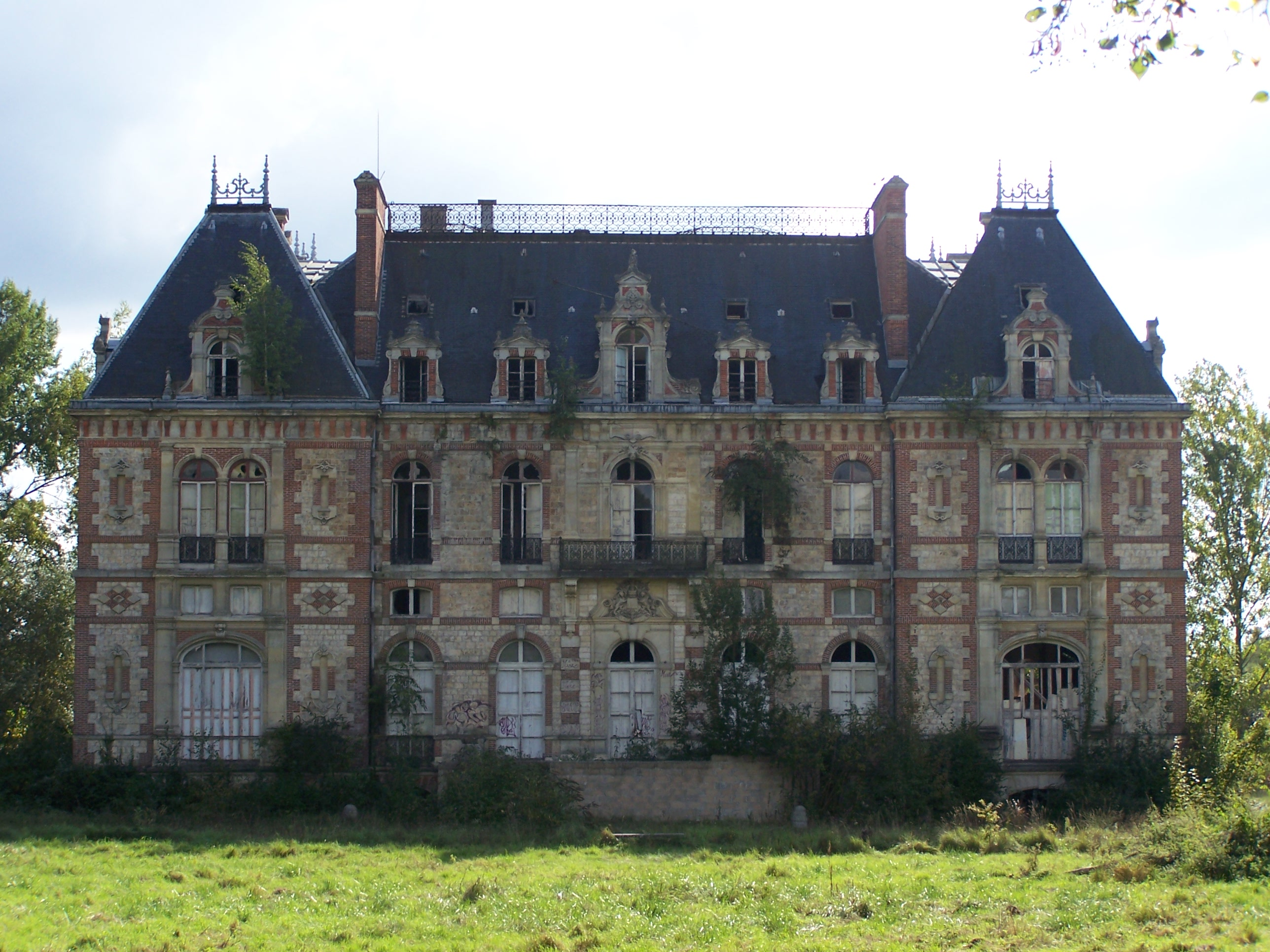
« C'est dans sa résidence préférée au château de Bonnelles que la duchesse résidera le plus souvent, surtout en été, avec cinq membres de sa famille et l'abbé Hartemann, aumônier. Le personnel du château comprend quarante-quatre employés de maison, auxquels s'ajoutent les vingt-huit jardiniers, cochers et palefreniers. » (photographie du château à l'abandon et en danger de disparition, 2006).

### Résidences parisiennes
- 1867-1880 : Hôtel de Vaudreuil, no 7, rue de la Chaise (7e arrondissement de Paris) ;

- 1880-1902 : Hôtel d'Espagne, puis d'Uzès, no 76 avenue des Champs-Élysées, Paris (détruit) ; en 1880, la duchesse d'Uzès, veuve depuis 1878, décide de vendre l'hôtel familial de la rue de la Chaise pour s'installer rive droite, probablement pour se rapprocher du bois de Boulogne où elle monte à cheval et mène ses équipages quotidiennement. Elle fait l'acquisition de l'hôtel particulier construit pour la reine Marie-Christine d'Espagne à l'emplacement d'une maison ayant appartenu à la duchesse de Caumont-La Force; il s'agit d'un hôtel entre cour et jardin, construit sur une parcelle de deux tiers d'hectare s'étendant jusqu'à la rue de Ponthieu et donnant sur l'avenue par une porte cochère. Elle l'achète pour 3 millions de francs, dont elle règle une partie en œuvres d'art (plusieurs toiles de Meissonier), à l'industriel suisse Secrétan, qui va s'installer rue Moncey. Le prix est jugé excessif pour un hôtel « médiocre et mal construit ». L'hôtel comporte des plafonds peints par Fortuny. Progressivement, la duchesse le modernise et en fait une des demeures les plus confortables de Paris : cette « demeure […] passait, vers 1900, pour être une des plus remarquables du Paris moderne […] Le salon de l'avenue des Champs-Élysées fut bientôt le rendez-vous de toutes les notabilités d'alors. Et la petite histoire a enregistré les entrevues mémorables qui eurent lieu ici entre la grande dame et le général Boulanger »[27]. Elle y installe son atelier de sculpture[28]. En 1902[29], la duchesse d'Uzès vendit l'hôtel à Georges Dufayel, propriétaire des « Grands Magasins Dufayel » (26, rue de Clignancourt) depuis 1892, amateur d'art et collectionneur, domicilié au numéro 90 de l'avenue. L'hôtel d'Uzès fut démoli en 1905 et remplacé par un nouvel hôtel particulier construit par l'architecte Gustave Rives[30].

- 1902-1933 : Hôtel d'Uzès, no 78, rue de Courcelles, Paris (détruit). En 1902, après avoir vendu l'hôtel de l'avenue des Champs-Élysées, la duchesse fit l'acquisition de quatre hôtels particuliers situés dans le même carré de rues en bordure du parc Monceau[31]. Elle emménagea elle-même au no 78, rue de Courcelles[32]. Les Luynes s'installèrent dans l'hôtel contigu et communicant du no 76. Les Brissac s'installèrent au no 26, rue Murillo et les d'Uzès au no 4, avenue Van-Dyck[33].
- Atelier d'artiste rue Poncelet (17e arrondissement de Paris])

### Maisons de campagne
- Château de Bonnelles (Yvelines) ;
- Château de Dampierre (Yvelines) ;
- Château de La Celle à La Celle-les-Bordes (Yvelines) ;
- Château de Boursault à Boursault (Marne) ;
- Château de Villette à Ménestreau-en-Villette (Loiret) ;
- Île de Berder à Larmor-Baden (à partir de 1920).

## Action politique
Elle fut la principale source de financement de la campagne du général Boulanger de 1887 à 1890. Elle soutint également la Fédération nationale des Jaunes de France, syndicat qui s'opposait aux socialistes, était hostile à la grève et promouvait la collaboration entre les classes sociales (ce nom de « jaune » fut ensuite donné aux ouvriers qui dénonçaient aux patrons leurs collègues grévistes).

## Sculpture
La duchesse prit le nom d'artiste de Manuela, qu'elle donna également à son yacht à vapeur. Elle se choisit des maîtres prestigieux : Alexandre Falguière, membre de l’Académie des beaux-arts ; Antonin Mercié, sculpteur animalier, grand prix de Rome ; Auguste Cain, sculpteur animalier ; ainsi que le peintre et sculpteur Jean-Léon Gérôme, également membre de l’Académie des beaux-arts. En 1900, le peintre lorrain Adolphe Demange lui dédicaça son tableau la représentant travaillant à la statue monumentale de Jeanne d'Arc par son maître Falguière, dédicace faite dans l'atelier de celui-ci,.

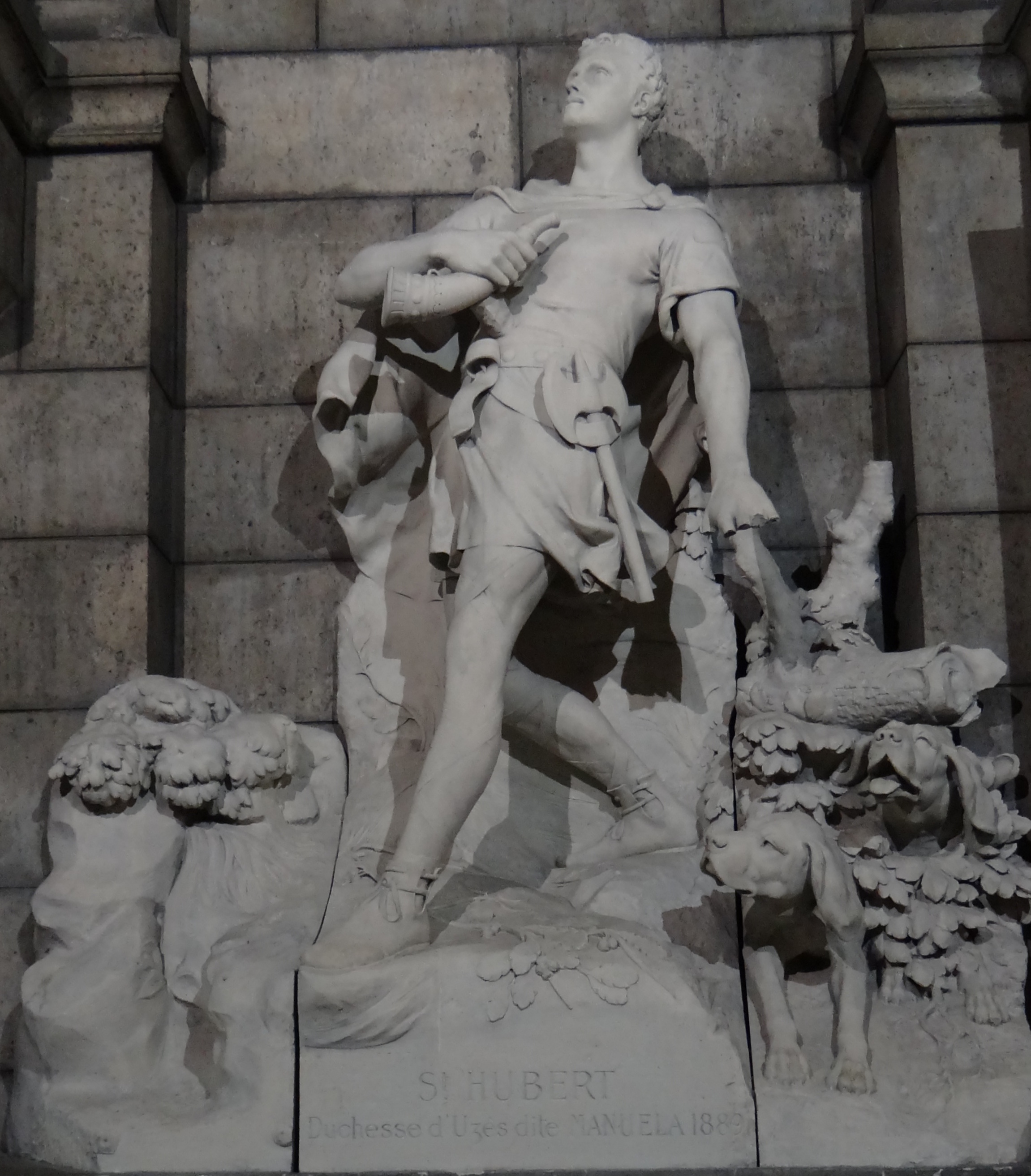
Saint Hubert sculpté en 1889 dans la crypte de la Basilique du Sacré-Cœur de Montmartre.
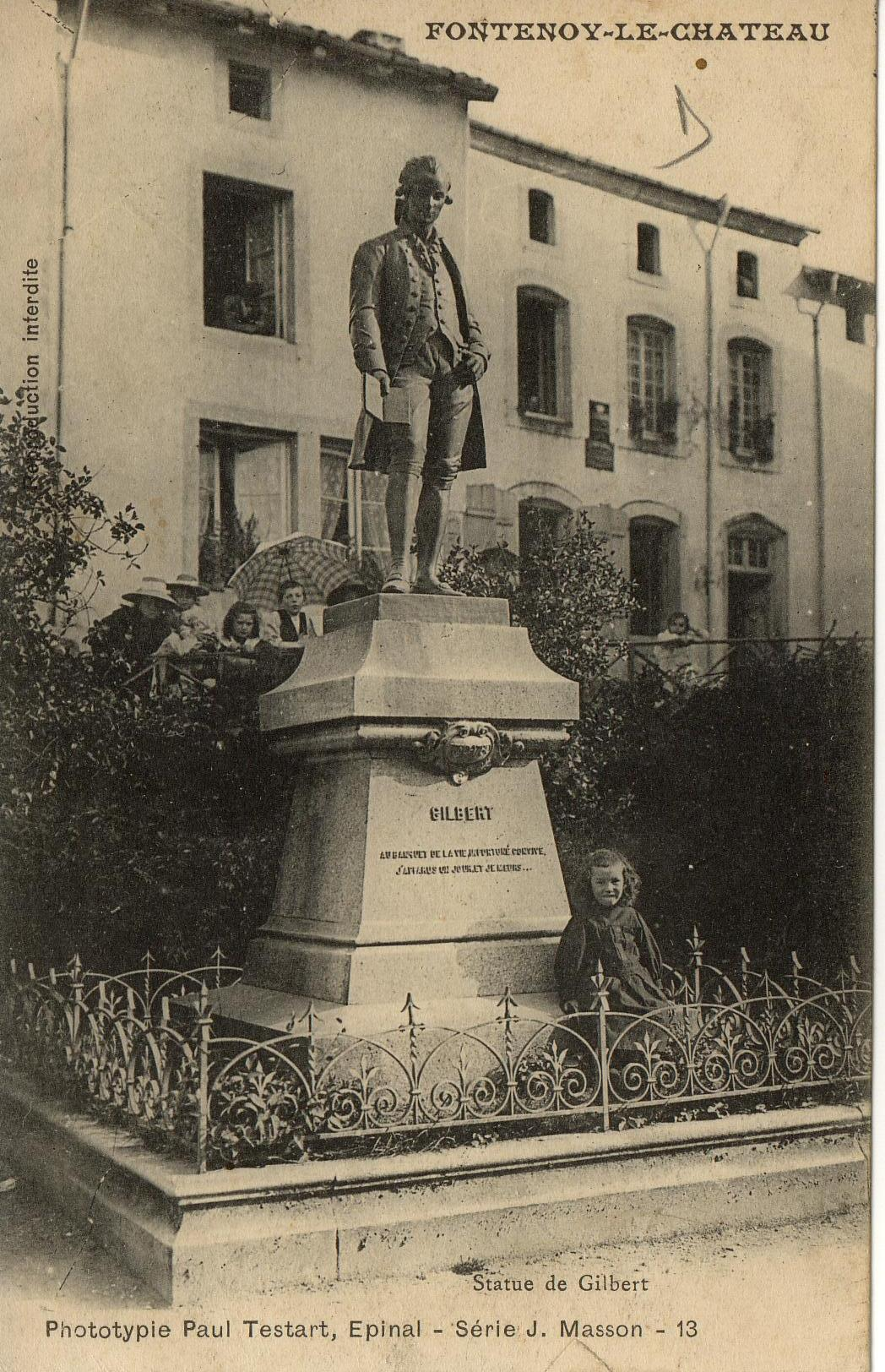
Le poète Gilbert, statue inaugurée à Fontenoy-le-Château en 1898.
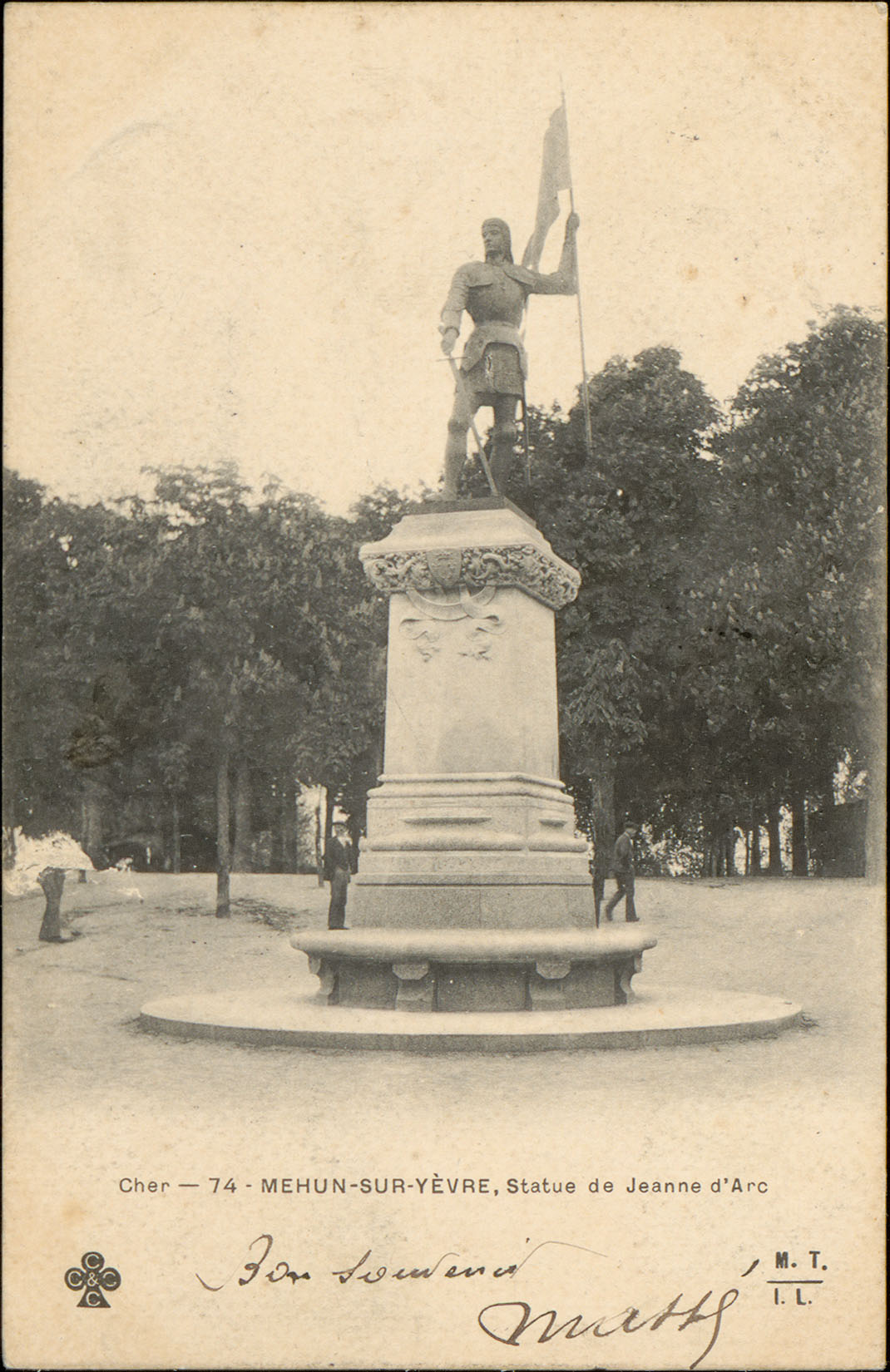
Statue de Jeanne d'Arc à Mehun-sur-Yèvre.
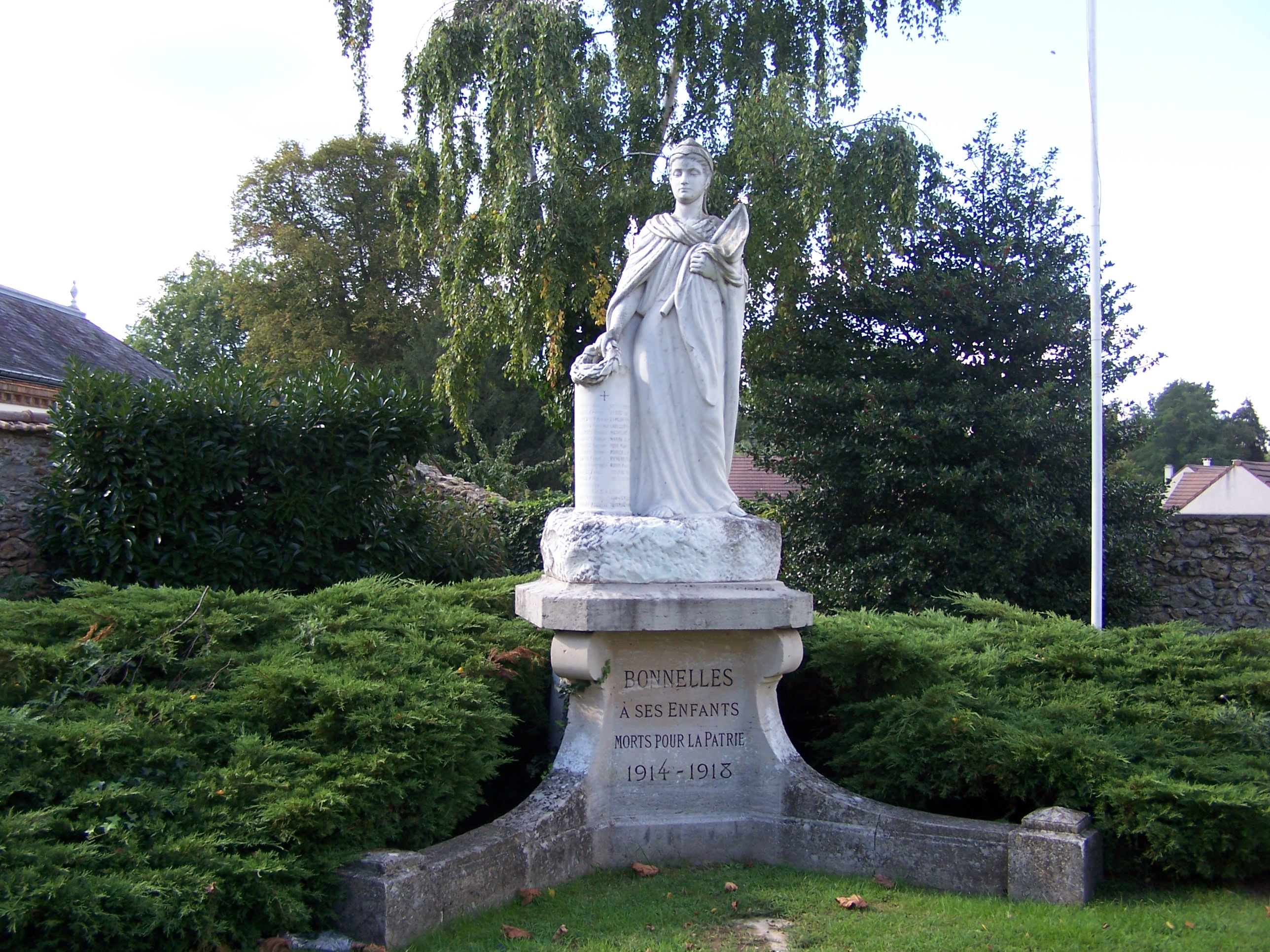
Monument aux morts de Bonnelles.
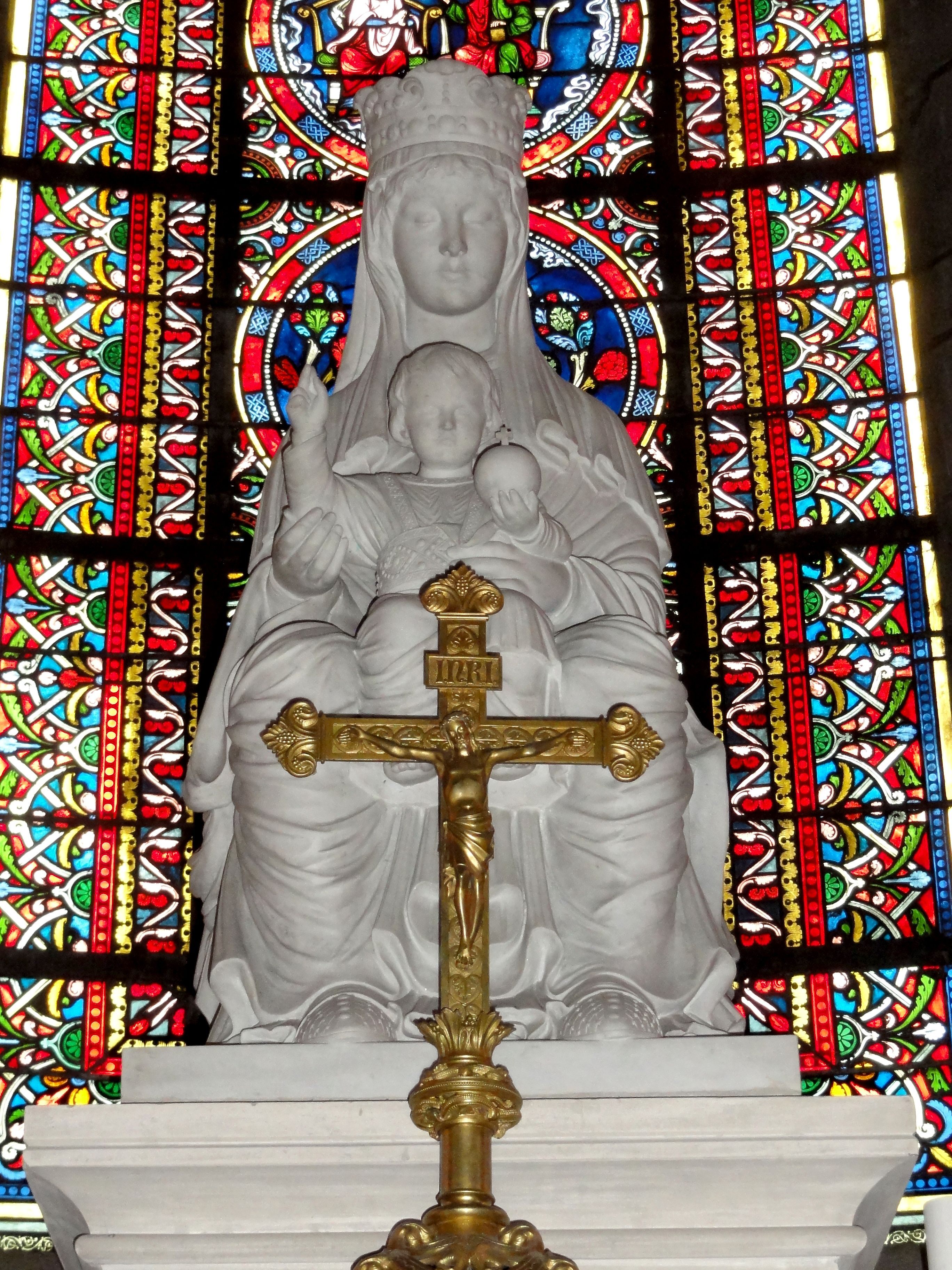
Notre-Dame de Poissy, 1892, inspirée du sceau du chapitre collégial.

## Œuvre littéraire
- Le Cœur et le Sang, drame en 3 actes, sous son pseudonyme de Mme Manuela (1890) ;
- Le Voyage de mon fils au Congo (1894)[40] ;
- Histoires de chasse par Madame la duchesse d'Uzès née Mortemart, aquarelles de Maurice Leloir (Éditions d'art de la Phosphatine Fallières, 1907)[41] ;
- Paillettes grises (A. Lemerre, 1909) ;
- Rêver (page manuscrite datée de 1909)[42] ;
- Poèmes de la duchesse Anne (La Poétique, 1911) ;
- Souvenirs de Parisiennes en temps de guerre recueillis par Mme Camille Clermont. (Mme Alphonse Daudet. Mme Andrieu, sous-préfète de Soissons. Duchesse d'Uzès. Mme Suzanne Dejust-Defiol. Mlle A. Dyvrande. Mme René Acollas. Mme A. Guerquin d'Auriac. Mlle Hélène Vacaresco. Mme M.-L. Dromart. Mlle M. Pattez. Mme Lola Noyr. Mme L. Dorliat. Une Mimi Pinson.) (préf. Maurice Donnay), Paris, Berger-Levrault, 1918, 235 p.[43]
- Paillettes mauves (A. Lemerre, 1922)
- Souvenirs de la duchesse d'Uzès, née Mortemart, préface de son petit-fils le comte de Cossé-Brissac (Plon, 1939).

### Sources et bibliographie
- « Anne d'Uzès », dans Dictionnaire biographique du Gard, Paris, Flammarion, coll. « Dictionnaires biographiques départementaux » (no 45), 1904 (BNF 35031733), p. 642-646.
- « Ordonnance concernant le fonctionnement et la circulation, sur la voie publique, dans Paris et dans le ressort de la Préfecture de Police, des véhicules à moteurs mécaniques, autres que ceux qui servent à l'exploitation des voies ferrées concédées » [PDF], 14 août 1893 (consulté le 15 février 2015).
- « La duchesse d'Uzès en simple police - L'ordonnance du 14 août 1893 - De un franc à cinq francs d'amende », Le Matin,‎ 3 juillet 1898 (lire en ligne).
- « Une mode », Le Matin,‎ 7 juillet 1898 (lire en ligne).
- « Échos et Nouvelles », Gil Blas,‎ 7 juillet 1898 (lire en ligne).
- « En simple police -  La journée des automobiles - Contrevenants de marque », Le Matin,‎ 8 juillet 1898 (lire en ligne)
- Le Mouvement social : Circulations (no 192), juillet-septembre 2000 (lire en ligne)
- Christine Bard, Une histoire politique du pantalon, Seuil, 2010, 326 p. (ISBN 978-2-02-103243-7)
- Ghislaine Bouchet, Le Cheval à Paris de 1850 à 1914, Droz, 1993, 410 p. (ISBN 978-2-600-04536-0)
- Souvenirs de la duchesse d'Uzès, née Mortemart (Plon, 1939) , préface de son petit-fils, le comte de Cossé-Brissac (l'historien Philippe de Cossé-Brissac )
- Duc de Brissac[Lequel ?], La duchesse d'Uzès (Gründ, 1950)
- Patrick de Gmeline, La Duchesse d'Uzès, Perrin, 2002 (ISBN 2262018588).
- Jean Huon, La duchesse d'Uzès et la chasse à courre, Crépin-Leblond éditions, 2006 (ISBN 2703002769).
- Simone Lheureux, Vie et passions d'Anne de Crussol, duchesse d'Uzès (Lacour, 1989)  (ISBN 9782869710887)
- Jean Orselli, Usages et usagers de la route, mobilité et accident, t. 1 : 1860 – 2008, Conseil général de l'environnement et du développement durable, 2009, 1062 p.
- Monique de Saint Martin, L'espace de la noblesse, Métailié, 1993, 326 p. (ISBN 978-2-86424-141-6)
- Pierre de Cossé Brissac, La duchesse d'Uzès, Paris, Gründ, 1950
- Anne Vié, Le Duché d'Uzès, Du Boumian, 2001